# Борислав Новачков
Борислав Стефанов Новачков е български борец.
Роден е на 29 ноември 1989 година в Раднево.
Тренира свободна борба и се състезава в Съединените щати, където следва в Калифорнийския политехнически щатски университет.
През 2014 година печели бронзов, а през 2017 година – сребърен медал на европейските първенства, участва в Олимпиадата в Рио де Жанейро през 2016 година.